# Amigo's
Amigo's is een Belgische televisieserie die tussen januari en maart 2017 werd vertoond op de zender VTM. De reeks bestaat uit 10 afleveringen van 45 minuten. Eerder was de reeks te zien via Telenet. 
Amigo's werd gecreëerd en geschreven door Jean-Claude van Rijckeghem en Pierre De Clercq. Regisseurs Kadir Balci en Hendrik Moonen draaiden elk 5 afleveringen. De productie was in handen van het Gentse productiehuis A Private View (Dries Phlypo en Jean-Claude van Rijckeghem). 

## Verhaal
Amigo’s is een dramareeks over vijf gedetineerden die in de Gentse gevangenis Nieuwe Wandeling een pact sluiten: op het ogenblik dat ze allemaal hun straf hebben uitgezeten, zullen ze samen een restaurant beginnen en op een eerlijke manier de kost verdienen.
De veertiger RIK (15 jaar voor gewapende overval en doodslag) heeft tijdens zijn lange verblijf in de Gentse gevangenis Nieuwe Wandeling kooklessen gevolgd en is een uitstekende chef geworden. Zijn celmaat BERTEN (20 jaar voor dubbele passionele moord) heeft hem geholpen bij de workshops voor zijn collega-gevangenen. Zo heeft Rik het kooktalent ontdekt van HALIL (drugshandel en kleine criminaliteit allerhande) en hem voorgesteld om zijn souschef te worden. MATHIEU (ex-bankdirecteur met 3,5 jaar voor oplichting en verduistering van fondsen) is de ideale man voor de bar en de boekhouding. De vlotte charmeur DYLAN (4 jaar voor autodiefstal en heling) is een topkeuze om de zaal te doen 
De vijf mannen richten samen de bvba “Het Rechte Pad” op en alle partners doen eenzelfde financiële inbreng in aanwezigheid van gevangenisdirectrice PASCALE. Ze hoopt dat het initiatief van Rik en zijn maten een succes wordt en een voorbeeld voor andere gedetineerden die na een lange celstraf weer hun weg in de maatschappij moeten zoeken.
Voor het pand dat restaurant Amigo’s moet huisvesten — mooi en goedgelegen “op de buiten” — doet Rik beroep op een oude connectie: zakenman ALAIN KERKHOFFS. Hij was de partner-in-crime die Rik nooit heeft verlinkt. Het pand is Alains terugbetaling voor Riks stilzwijgen.
Rik ontdekt dat Dylan en Mathieu, die eerder zijn vrijgekomen, op eigen initiatief een jonge sommelière hebben aangeworven die zelf kwam solliciteren. TESSA kan niet alleen een perfect CV maar ook een bevallig figuur voorleggen. Voor Rik is het ab-so-luut uitgesloten dat de jonge vrouw voor Amigo’s komt werken... want Tessa is zijn dochter. Maar Rik verliest de “democratische” stemming met 4 tegen 1 en Tessa wordt aangenomen. 
De vijf mannen zijn vastbesloten om met het restaurant de kromme lijn van hun leven recht te trekken. Hun onderneming is een bijna heroïsche — vaak wanhopige — poging om het goede te doen of het verloren respect van een dochter, echtgenote of zuster terug te verdienen. Voor Mathieu is dat zijn ex-vrouw Lynn die hij wil terugwinnen. Voor Halil zijn zus Yildiz. Voor Rik dochter Tessa maar ook gevangenisdirectrice Pascale. (Zij hoopt vurig dat het initiatief van Rik en zijn maten als voorbeeld kan dienen voor andere gedetineerden.) Dylan meet zich met flik Cathy.
Maar stukje bij beetje zullen de vijf amigo’s worden ingehaald door hun eigen verleden en zwakheden. Hun onderlinge solidariteit en goede intenties worden bij elke tegenkanting op de proef gesteld. En wat doen ze dan? Spelen ze eerlijk of gebruiken ze hun “talenten” om het probleem wat sneller en makkelijker op te lossen? De Amigo-entrecote mag dan gewillig en mals zijn, ook het eigen vlees is zwak.

## Afleveringen
| Seizoen 1 | Duur   |
| --- | ------ |
| BVBA Het rechte pad | 50 min |
| Na 15 jaar cel komt Rik vrij uit de gevangenis. Hij is klaar om zijn droom te realiseren: samen met vier andere ex-gedetineerden restaurant 'Amigo's' openen en als eerlijke mensen door het leven gaan. Rik weet niet dat de jonge Halil, om zijn aandeel in de zaak te bekostigen, een overval heeft gepleegd en al meteen de hele onderneming op losse schroeven zet.            |        |
| Eerlijke kost | 55 min |
| Restaurant Amigo's opent vanavond zijn deuren en de zenuwen staan strak gespannen. Rik ontdekt dat zijn vleesleverancier hen probeert te bedriegen en hij geeft de man een pak slaag. Maar hij wordt samen met souschef Halil door de politie opgepakt. Dylan en Mathieu hebben intussen een partij tweedehandsstoelen voor het restaurant geritseld.                               |        |
| Dieven | 50 min |
| Ex-autodief Dylan bezoekt de autoshowroom van zijn vader. In plaats van de verhoopte verzoening vraagt zijn vader hem om de manager van een concurrerend bedrijf af te dreigen. |        |
| Belgisch Witblauw | 50 min |
| Mathieu wil absoluut een spectaculair communiecadeau kopen voor zijn zoontje en verdwijnt met de volledige inhoud van de kassa naar het casino. Na het incident met Tito besluit Rik dat 'Amigo's' geen milieu is voor zijn dochter. |        |
| Schnitzel | 60 min |
| Tessa hoort dat Ter Hoyen-sterrenchef Laurens definitief voor zijn zaak en zijn gezin kiest. Ze zoekt troost in haar eigen wijnkelder. Cathy is Dylan erg dankbaar voor zijn waardevolle tip, maar Dylan ontdekt dat zij haar eigen agenda heeft. Tito is doodsbang dat zijn baas Kerkhoffs hem verdenkt voor het lekken van de drugsdeal en reageert zich af op Bertens moestuin.  |        |
| Steel 1 kip | 65 min |
| Rik laat Tessa weten dat ze niet hoeft te werken vanavond. Onder geen beding mag ze erachter komen dat de amigo's die nacht een politiedepot gaan overvallen. Daar moeten ze de drugs van Kerkhoffs terughalen in ruil voor Bertens leven. Hun plan kan alleen slagen als Dylan aan een politiekaart geraakt. Mathieu aarzelt om mee te doen nu hij opnieuw contact heeft met Lynn. |        |
| Genadebrood | 50 min |
| Het is zondag bij 'Amigo's' en onverwacht stapt Lucien Goedertier het restaurant binnen. Hij heeft door wie een week eerder het politiedepot heeft overvallen en doet de aanwezige amigo's een aanbod dat zij onmogelijk kunnen weigeren. |        |
| Volzet | 50 min |
| De amigo's proberen zo goed en zo kwaad als mogelijk samen te leven met de illegalen die door Kerkhoffs bij het restaurant zijn geparkeerd. Berten lijdt onder de breuk met Machteld en maakt het tienermeisje Jissy wegwijs in de moestuin. |        |
| Eerste oogst | 50 min |
| Berten is trots wanneer hij Rik van zijn eerste oogst kan laten proeven. Dan verschijnt een pisnijdige Kerkhoffs met zijn handlangers. Zijn vriendin Elena en haar zoontje Stephan zijn verdwenen. De amigo's hebben geen flauw idee waar de twee uithangen. |        |
| Kok aan huis | 50 min |
| Kerkhoffs eist dat Rik Elena en Stephan naar hem terugbrengt in ruil voor het leven van de ontvoerde Tessa. Maar Rik heeft Elena en haar zoon op een boot naar Engeland gezet en kan Kerkhoffs onmogelijk geven wat hij wil. |        |

## Ontvangst
Amigo’s werd een publiek succes voor VTM met 800.000 kijkers per aflevering (live en uitgesteld). De reeks werd lovend onthaald door de pers. De krant De Standaard (rubriek Dwarskijker) schreef: "Amigo's is voortreffelijk. Heerlijke televisie. Spannend, ontroerend en grappig. Kijken moet u. Om te zien hoe goed Vlaamse fictie kan zijn." In de krant De Morgen stond: "Hartverwarmende, spannende, ontroerende en tegelijk rauwe reeks met een boven zichzelf uitstijgende topcast, scherp getekende personages en een verhaal om van te smullen." 
Amigo’s werd geselecteerd voor de televisiefestivals van Biarritz, Genève en Denver. 

## Boek
In het boek Amigo’s Eerlijke Keuken vertelt Tessa, het meisje van de wijn en de dochter van de chef, over haar zes onvergetelijke maanden bij restaurant Amigo's. De teksten werden geschreven door Jean-Claude van Rijckeghem en Pierre De Clercq. De recepten zijn van Peter Van Der Staey. Het boek werd uitgegeven bij Manteau in voorjaar 2017.

## Rolverdeling
| Acteur                | Personage              |
| --------------------- | ---------------------- |
| Jurgen Delnaet        | Rik Bossuyt            |
| Johny Voners          | Berten De Nil          |
| Wouter Hendrickx      | Mathieu Schroons       |
| Frances Lefebure      | Tessa Fabri            |
| Matthieu Sys          | Dylan Vastenaken       |
| Sahin Avci            | Halil Torlak           |
| Tom Van Bauwel        | Alain Kerkhoffs        |
| Janne Desmet          | Lynn                   |
| Kurt Rogiers          | Laurens Haegeman       |
| Ruth Becquart         | Cathy Liebaert         |
| Sandrine André        | Machteld               |
| Daisy Van Praet       | Elena                  |
| Sirin Zahed           | Yildiz Torlak          |
| Kristine Van Pellicom | Pascale Van den Abeele |
| Bert Haelvoet         | Tito                   |
| Johan Knuts           | Leon                   |
| Nayat Sari            | Hülya                  |
| Tom Audenaert         | Lucien Goedertier      |
| Alican Ünal           | Erol                   |
| Alice Toen            | Dora Goedertier        |